# Oussama Bellatreche
Oussama Bellatreche (en arabe : أسامة بلطرش) est un footballeur algérien né le 3 juillet 1995 à Remchi. Il évolue au poste d'attaquant à l'USM Alger.

## Biographie
Il évolue en première division algérienne avec les clubs de la JS Saoura et du WA Tlemcen. Il dispute actuellement 31 matchs en inscrivant 4 buts en Ligue 1.

## Palmarès
JS Saoura
- Championnat d'Algérie :
  - Vice-champion : 2015-16.

Al-Khaldiya SC
- Supercoupe de Bahreïn
  - 2024